# John Kostecki
John Paul Kostecki (Pittsburgh, 7 de junho de 1964) é um velejador estadunidense, medalhista olímpico. Ele competiu nos Jogos Olímpicos de Verão de 1988 na classe Soling e conquistou a medalha de prata, ao lado de Robert Billingham e William Baylis.
Em 2001/2002 ele comandou o iate Leverkusen Illbruck até a vitória na Volvo Ocean Race. Depois de uma curta passagem pela equipe BMW Oracle Racing da America's Cup, ele trabalhou como como capitão. Em 2008, o novo CEO da BMW Oracle Racing, Russell Coutts, contratou John Kostecki para ser o guarda-costas de sua equipe na próxima edição da America's Cup.